# Forray Gábor (kosárlabdázó)
Forray Gábor (Budapest, 1974. július 8. –) magyar kosárlabdázó, kosárlabdaedző.

## Végzettségei
TF középfokú edzői és Testnevelési Egyetem kosárlabda-szakedzői szak.

## Pályafutása
1986-ban Székesfehérváron kezdett kosárlabdázni Bogár Pál kezei alatt. Majd végigjárva a szamárlétrát (több kiváló utánpótlás edző keze alatt dolgozott, Hegedüs György, Béndek Gábor, Nagy Sándor), majd bekerült az akkor még Alba Regia Építők (a későbbi Albacomp) felnőtt keretébe. Vetési Imre volt akkoriban az edző, majd a kosárlabda óriása, Gellér Sándor. Ezután átigazolt a hajdani Videoton utódegyesületébe, a Fehérvár KC-ba, mely akkor még az NB I. A csoportjában szerepelt, edzője Kákonyi Lehel volt, majd Zsigmond Mihály váltotta. Következő évtől az NB I. B csoportjában szereplő csapat tagjaként játszott egészen 1999-ig, mikor az USA-ba – Phoenixbe – ment, majd 2000 áprilisában tért vissza Magyarországra, és volt csapatába, a Fehérvár KC-ba. 2000-ben beiratkozott a TF középfokú edzői szakra, amit 2002-ben sikeresen elvégzett. Közben elkezdett dolgozni edzőként az FKC-nál a junior és U20-as csapatoknál, majd 2002-ben felvételt nyert a Testnevelési Egyetem Kosárlabda-szakedzői szakra. 2005 júniusában szerződést kötött az UNIVER Kecskemét csapatával, a felnőtt csapat másod edzői feladata mellett az NB I. B-s csapat és az U20-as csapat szakmai munkájáért felel. Többször vezette az NB1 A-s csapatot megbízott edzőként.

## Klubjai
- Fehérvár KC: 2002–2004
- Univer Kecskemét: 2005–2009
- Kecskeméti KSE: 2009–2012
- KTE-Duna Aszfalt: 2012–2015
- Jászberényi KSE: 2015
- KTE-Duna Aszfalt: 2015–2020
- Alba Fehérvár: 2020–2021
- KTE-Duna Aszfalt: 2021–2024
- Egis Körmend 2024-napjainkig

Sikerei, díjai
- Fehérvár KC 2003/4 NB I. B csoport 2. hely
- Fehérvár KC 2003/4 NB I. B csoport U20 3. hely
- UNIVER Kecskemét 2005/6 Magyar Kupa 1. hely
- UNIVER Kecskemét 2005/6 NB I. 5. hely
- UNIVER Kecskemét 2006/7 NB I. B csoport U20 1. hely, összevont U20 bajnokság 1. hely
- 2006/07 az Év edzője U20
- UNIVER Kecskemét 2006/7 NB I. B csoport 2. hely
- UNIVER Kecskemét 2008/9 OJB 2. hely
- UNIVER Kecskemét 2008/9 OKB 1. hely
- KECSKEMÉTI KSE 2009/10 NB I. A csoport 7. hely
- KECSKEMÉTI KSE 2009/10 OJB 3. hely-
- KECSKEMÉTI KSE 2010/11 NB I. A csoport 5. hely
- KECSKEMÉTI KSE 2010/11 NB1/A U20 I. hely
- KECSKEMÉTI KSE 2010/11 összevont U20 BAJNOK
- 2010/11 az év legjobb edzője U20
- KECSKEMÉTI KSE 2011/12 U23 BAJNOK
- 2011/12 a legjobb edző díj nyertese
- KTE-Duna Aszfalt 2012/13 NBI/ B csoport  Bajnok
- KTE-Duna Aszfalt 2012/13 Hepp Kupa I. hely
- KTE-Duna Aszfalt 2013/14 Magyar Kupa III. hely
- KTE Duna Aszfalt 2013/14 NBI/A 5. hely
- Mercedes Benz Gyár KA 2014 U21 II. hely
- KTE-Duna Aszfalt 2014/15  Magyar Kupa II. hely
- KTE-Buna Aszfalt  2014/15 NBI/A  II. hely
- 2015 Div B. EB III. helyezés- feljutás az A. Divízióba- U20 Válogatott
- 2018 Felnőtt férfi válogatott EB részvétel (legjobb 16)
- 2018 NBI/A  V. helyezés